# RIP SLYME
RIP SLYME은 일본의 힙합 그룹이다.

## 구성원
- 료지 (RYO-Z)
- 일마리 (ILMARI)
- 페스 (PES)
- 수 (SU)
  - 누나가 SMAP의 나카이 마사히로와 초등학교, 중학교 동창이다.
- 후미야 (FUMIYA)

## 내력
1994년 8월, 료지 일마리, 페스, 쇼지, 시게 3MC + 2DJ체재로 결성했다. 그룹 이름의 유래는 초기 구성원인 료지(RYO-Z), 일마리(ILMARI), 페스(PES)의 이름 앞글자에, 당시 유행하던 장난감인 슬라임(SLIME)의 이니셜을 바꾼 SLYME을 합친것이다. 이전에는 기비니반코(ギビニバンコ), 트웬티 포 세븐(トゥエンティ・フォー・セブン)이란 이름으로도 활동했다. 같은 해 12월에는, 《YOUNG MCS IN TOWN 신인 래퍼 콘테스트》에서 우승했다.
2006년에는 호테이 토모야스, 쿠루리와 콜라보레이션 싱글을 발매했다.

## 음반 목록

### 앨범
1. FIVE (2001)
2. TOKYO CLASSIC (2002)

## 같이 보기
- TERIYAKI BOYZ
- Dragon Ash
- M-flo
- 판타스틱 플라스틱 머신
- SPEED (일본의 음악 그룹)
- DA PUMP
- 키무라 카에라